# Claus-Peter Zick
Claus-Peter Zick (* 12. September 1958) ist ein ehemaliger deutscher Fußballspieler.

## Karriere

### Spieler
Zick spielte bei der SpVgg Weiden, FC Burgsolms und dem TSV Klein-Linden, bevor 1978 zu Eintracht Frankfurt wechselte. Die Eintracht spielte in der Bundesliga und Zick kam in seiner zweiten Spielzeit zu seinem Debüt. Am 33. Spieltag, der Saison 1979/80 wurde er bei der 2:3-Niederlage gegen Bayer 05 Uerdingen eingewechselt. Mit den Frankfurtern wurde er 1980 UEFA-Pokal-Sieger. Auf seinen nächsten Einsatz im Ligabetrieb musste Zick, nach einer schweren Verletzung, lange warten, erst am 33. Spieltag der Saison 1980/81 wurde er erneut eingesetzt. Beim Spiel gegen Borussia Dortmund spielte er die 1. Halbzeit. Der BVB gewann 4:0. Die Eintracht landete mit Zick auf Platz fünf in der Abschlusstabelle und konnte den DFB-Pokal 1980/81 gewinnen. Zick blieb im Wettbewerb ohne Einsatz. Er wechselte ins Amateurlager und spielte für Eintracht Haiger, VfB Gießen, VfL Marburg, FC 80 Herborn und den FSV Steinbach.

### Trainer
Bei seiner letzten Station als Spieler beim FSV Steinbach übernahm Zick im Anschluss an seine Spielerlaufbahn das Traineramt. Dieses übte er bis 1998 aus. Er kehrte 2002 für die nächsten drei Jahre als Trainer zurück. In diesen drei Jahren wurde er mit dem FSV Steinbach, dem heutigen FSV Fernwald, zweimal Meister und stieg zunächst von der Bezirksoberliga in die Verbandsliga und anschließend in die Oberliga Hessen (heute Hessenliga) auf. 2008 übernahm er den Oberligisten Eintracht Wetzlar von Peter Cestonaro. Den Abstieg in die Verbandsliga konnte er nicht vermeiden. Im zweiten Jahr glückte ihm mit dem Gewinn der Meisterschaft der Aufstieg in die neu eingeführte Hessenliga.